# Mikroregion Opavsko - severozápad
Mikroregion Opavsko – severozápad je dobrovolné sdružení obcí, nacházející se z větší části v okrese Opava, z menší (obec Úvalno) pak v okrese Bruntál, v Moravskoslezském kraji. Mikroregion je svazkem 9 obcí s centrem v Úvalnu. Vznikl roku 2001 za účelem všestranného rozvoje zájmového území.

## Obce sdružené v mikroregionu
- Bratříkovice
- Brumovice
- Hlavnice
- Holasovice
- Neplachovice
- Stěbořice
- Úvalno
- Sosnová
- Velké Heraltice

## Partnerské regiony
- Region Glubčice, Polsko[1]